# Culicoides californiensis
Culicoides californiensis är en tvåvingeart som beskrevs av Wirth och Blanton 1967. Culicoides californiensis ingår i släktet Culicoides och familjen svidknott. Inga underarter finns listade i Catalogue of Life.